# Telengard
Telengard — компьютерная ролевая игра, разработанная в 1982 году Даниэлем Лавренсом и изданная американской компанией Avalon Hill. 
Игрок исследует подземелье, сражается с монстрами и избегает ловушки. Целью игрока является прожить как можно дольше. Лоуренс впервые написал игру DND, версию Dungeons & Dragons для мейнфрейма PDP-10. Он продолжил развивать DND будучи в университете Пердью в хобби. После 1978 года он переписал игру для Commodore PET, и портировал игру на Apple II, TRS-80, и Atari 800, после чего компания Avalon Hill обратили внимание на Telengard на и взялась за её для распространение. Самым популярным выходом игры стал выход на Commodore 64.
Рецензенты отметили в Telengard сходство с Dungeons and Dragons. Шеннон Аппельклине назвал Telengard одной из первых профессиональных компьютерных ролевых игр.

## Игровой процесс

Игровой процесс Telengard в версии игры для IBM. Справа расположены параметры игрока, с слева — игровой мир

В Telengard игрок путешествует по подземелью, которое таит в себе монстров, ловушки и сокровища, аналогично оригинальной настольной игре Dungeons & Dragons. Игра состоит из 50 уровней, которые в свою очередь содержат два миллиона комнат. Также в Telengard существует 20 типов врагов и 36 заклинаний. У игрока нет конкретной задачи, его единственная цель — выживать настолько долго, насколько можно, и улучшать своего персонажа. Игровой процесс идёт в режиме реального времени без возможности приостановить игру, поэтому для сохранения игрового процесса игроку необходимо посетить так называемый «трактир». В ранних выпусках игры, таких как Apple II, нет звукового сопровождения, а игровой мир представлен символами ASCII, такими как знаки доллара для обозначения сокровища. Игрок может восстановить игровой процесс после смерти только при помощи специальных чит-кодов, без них игровой процесс после смерти стирается.
Игра начинается с персонализации персонажа игрока. Каждый персонаж имеет случайно генерируемые значения своих атрибутов: харизма, телосложение, ловкость, интеллект, сила и мудрость. Игрок может повторно генерировать новые атрибуты персонажа до тех пор, пока не будет удовлетворён. После того, как игрок входит в игровой мир, в его распоряжении находится меч, доспехи и щит, без денег. Игрок может видеть только свое непосредственное окружение, а не весь уровень, на котором находится. Враги появляются случайным образом. У игрока есть три варианта при ведения боя: сражаться, использовать магию или уклоняться от ударов. Магия включает в себя запуск во врагов огненных шаров, молний и превращение врагов в предметы, а также восстановление очков здоровья и создание ловушек. Самые сложные заклинания игры не описаны в руководстве к игре и должны быть изучены методом проб и ошибок. События в игре происходят в режиме реального времени. Враги становятся сильнее по мере продвижения игрока по подземелью. Среди врагов есть как и живые, так и неживые монстры, такие как эльфы, драконы, мумии и призраки. После победы над врагом игрок набирает очки опыта, которые увеличивают уровень и статистику игрока. Игрок время от времени находит сокровища, которые могут содержать магические оружия, предметы брони и зелья. Игрок также может внедрять в игру свои собственные функции.